# حمله هوایی به مرکز فرماندهی حزب‌الله
حمله هوایی به مرکز فرماندهی حزب‌الله یا عملیات نظم نوین در ۲۷ سپتامبر ۲۰۲۴ انجام شد. این حمله، حمله هوایی هدفمند نیروی هوایی اسرائیل توسط بمب‌های سنگرشکن به مرکز فرماندهی حزب‌الله در ضاحیه جنوبی، منطقه‌ای در جنوب بیروت بود که در پی آن، سید حسن نصرالله، دبیرکل وقت حزب‌الله به همراه تعدادی از فرماندهان این گروه، کشته شدند. حمله، هنگامی روی داد که حسن نصرالله با چند تن از مقامات ارشد این حزب در زیرزمینی در زیر یک ساختمان مسکونی، جلسه داشتند.
این عملیات توسط اسکادران ۱۱۹ «خفاش» نیروی هوایی اسرائیل با استفاده از جنگنده‌های اف-۱۶آی انجام شد که شامل پرتاب بیش از ۸۰ بمب از جمله بمب‌های سنگرشکن ۵۰۰۰ پوندی (۲۳۰۰ کیلوگرمی) ساخت آمریکا بود تا مرکز فرماندهی که بنا بر گزارش‌ها در زیر زمین قرار داشت منهدم شود. در این حمله، حداقل ۳۳ نفر کشته و بیش از ۹۱ نفر زخمی شدند. عباس نیلفروشان، معاون عملیات سپاه پاسداران انقلاب اسلامی و علی کرکی، فرمانده جبهه جنوبی حزب‌الله، از دیگر کشته‌شدگان این حمله بودند. نیروهای دفاعی اسرائیل (تزاحال) نام رمز عملیات را «نظم نوین» (به عبری: סדר חדש، رومی‌سازی: Seder Hadash) گذاشتند.
پس از عملیات، در ابتدا وضعیت نصرالله، نامشخص بود اما در ۲۸ سپتامبر ۲۰۲۴، نیروهای دفاعی اسرائیل، کشته شدن او را اعلام کردند. ادعایی که بعداً توسط حزب‌الله نیز تأیید شد.
نجیب میقاتی، نخست‌وزیر لبنان، این حمله و حملات قبلی اسرائیل به لبنان را محکوم کرد. این حمله پس از سخنرانی بنیامین نتانیاهو، نخست‌وزیر اسرائیل در سازمان ملل رخ داد، جایی که او بر تعهد اسرائیل به تلاش‌هایش علیه حزب‌الله تأکید کرد و امیدها برای آتش‌بس مورد حمایت بین‌المللی را کم‌رنگ‌تر کرد. از اوایل سپتامبر، حزب‌الله متحمل آنچه به عنوان برخی از شدیدترین شکست‌های این گروه توصیف شده است بوده است، از جمله انفجار پیجرها و بی‌سیم‌های حزب‌الله لبنان در ۱۷ و ۱۸ سپتامبر و همچنین ترور ابراهیم عقیل، فرمانده یگان رضوان در در ۲۰ سپتامبر مواجه شده بود. علاوه بر این، در ماه ژوئیه، یکی دیگر از رهبران ارشد نظامی حزب‌الله لبنان، فؤاد شکر، در بیروت ترور شد.

## پیش‌زمینه

۵ سال پیش از کشته شدن توسط نیروی هوایی اسرائیل، نصرالله قول انتقام خون قاسم سلیمانی و اخراج آمریکایی ها از منطقه خاورمیانه را داده بود.

کمی پس از حمله حماس به اسرائیل در ۷ اکتبر ۲۰۲۳، حزب‌الله شروع به پرتاب راکت به شمال اسرائیل کرد، با هدف تحت فشار قرار دادن اسرائیل که در حال آماده‌سازی پاسخ خود به حماس در غزه بود، با ایجاد درگیری در دو جبهه. با گذشت زمان، ایران شبکه گسترده‌تری از گروه‌های نظامی، معروف به «محور مقاومت» را فعال کرد و جبهه‌های متعددی علیه اسرائیل گشود. این اقدام با هدف ایجاد هرج و مرج منطقه‌ای و فشار بر آمریکا و اسرائیل برای مذاکره دربارهٔ آتش‌بس با حماس صورت گرفت. از آن زمان، حزب‌الله و اسرائیل درگیر تبادل آتش فرامرزی شده‌اند که منجر به آوارگی جوامع کامل در اسرائیل و لبنان شده و خسارات قابل توجهی به ساختمان‌ها و زمین‌های اطراف مرز وارد کرده است. از ۷ اکتبر ۲۰۲۳ تا ۲۰ سپتامبر ۲۰۲۴، ۱۰٬۲۰۰ حمله فرامرزی رخ داد که ۸٬۳۰۰ مورد آن توسط اسرائیل انجام شد.
بیش از ۹۶٬۰۰۰ نفر در اسرائیل و حدود ۵۰۰٬۰۰۰ نفر در لبنان آواره شده‌اند. تا ۲۴ اوت ۲۰۲۴، ۵۶۴ مورد مرگ تأیید شده در لبنان، از جمله ۱۳۳ غیرنظامی، گزارش شده است. اسرائیل و حزب‌الله حملات خود را در سطحی حفظ کرده‌اند که آسیب‌رسان است اما به جنگ تمام عیار تبدیل نمی‌شود.
حزب‌الله اعلام کرده است که تا زمانی که اسرائیل عملیات خود را در غزه متوقف نکند، به حملات خود ادامه خواهد داد. اسرائیل خواستار اجرای قطعنامه ۱۷۰۱ شورای امنیت سازمان ملل متحد و عقب‌نشینی نیروهای حزب‌الله به شمال رودخانه لیتانی شده است. هر دو طرف، اسرائیل و حزب‌الله، تعهدات معوقی تحت قطعنامه ۱۷۰۱ دارند. تلاش‌های دیپلماتیک به رهبری آموس هوکشتاین، فرستاده آمریکا و فرانسه، تاکنون در حل این درگیری، ناموفق بوده است. در اواخر ۱۶ سپتامبر ۲۰۲۴، کابینه امنیتی اسرائیل یک هدف جدید برای جنگ غزه تعیین کرد: بازگشت ایمن ساکنان آواره شده به شمال که در اثر درگیری مرزی با لبنان جابجا شده بودند. این هدف به دو هدف موجود اضافه شد: از بین بردن حماس و تضمین آزادی گروگان‌هایی که در حملات ۷ اکتبر گرفته شده بودند.
در ۱۷ و ۱۸ سپتامبر ۲۰۲۴، هزاران پیجر دستی و بی‌سیم در یک سری حملات هماهنگ منفجر شدند. این انفجارها منجر به کشته شدن ۴۲ نفر و زخمی شدن حداقل ۳٬۵۰۰ نفر، از جمله بسیاری از غیرنظامیان شد. یک مقام ناشناس حزب‌الله به رویترز گفت که ۱٬۵۰۰ نیروی حزب‌الله به دلیل جراحات از عملیات خارج شدند. با وجود انکار دخالت اسرائیل در این حمله، منابع ناشناس اسرائیلی به رویترز و دیگر رسانه‌ها گفتند که این حمله توسط سازمان اطلاعات خارجی اسرائیل (موساد) و ارتش این کشور سازماندهی شده است.
در پاسخ به این حمله، حزب‌الله که آن را اعلام جنگ احتمالی از سوی اسرائیل توصیف کرد، چند روز بعد حمله راکتی به شمال اسرائیل انجام داد. در ۲۰ سپتامبر ۲۰۲۴، تنش‌ها پس از کشته شدن ابراهیم عقیل در حمله اسرائیل در بیروت، همراه با دیگر فرماندهان ارشد این واحد، افزایش یافت. اسرائیل پس از توصیه به شهروندان لبنانی برای تخلیه منطقه، در ۲۳ سپتامبر حملات هوایی را آغاز کرد.

## حمله

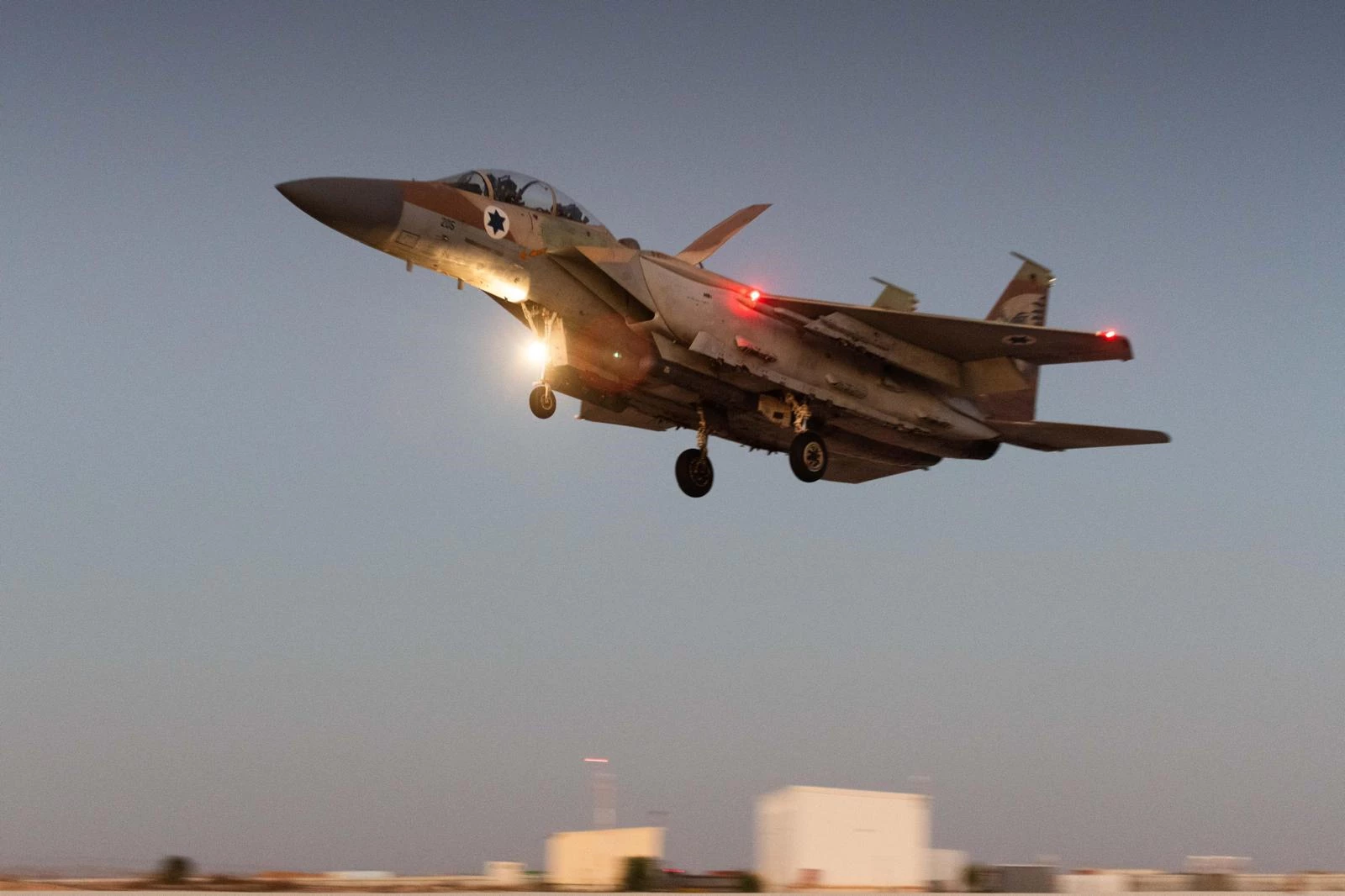
فرود یک اف-۱۵ئی پس از بمباران کردن مقر حزب‌الله

در ۲۷ سپتامبر ۲۰۲۴، نیروی هوایی اسرائیل (هِل آویر) یک حمله هوایی به مقر مرکزی حزب‌الله واقع در محله حاره حریک، در حومه ضاحیه، بیروت انجام داد. گزارش‌های رسانه‌ها تأیید کردند که حسن نصرالله، رهبر حزب‌الله، هدف مورد نظر این حمله هوایی بوده است. این حمله توسط اسکادران ۱۱۹ «خفاش» با استفاده از جنگنده‌های اف-۱۶آی سوفا یا توسط اسکادران ۶۹ با استفاده از اف-۱۵آی رام انجام شد. نیروی هوایی اسرائیل از چندین تن مهمات، از جمله بمب‌های سنگرشکن ۵۰۰۰ پوندی (۲۳۰۰ کیلوگرمی) ساخت ایالات متحده استفاده کرد که در سال ۲۰۲۱ ساخته شده بودند. دو مقام گفتند که بیش از ۸۰ بمب در طی چند دقیقه در طول عملیات پرتاب شد، اگرچه آن‌ها وزن یا نوع بمب را مشخص نکردند.
این حمله اندکی پس از سخنرانی بنیامین نتانیاهو، نخست‌وزیر اسرائیل در مجمع عمومی سازمان ملل، رخ داد و قول داد که کارزار اسرائیل علیه حزب‌الله ادامه یابد. دفتر نخست‌وزیری عکسی را به اشتراک گذاشته است که نشان می‌دهد نتانیاهو حمله هوایی را تأیید می‌کند و ظاهراً قبل از خروج او برای سخنرانی در مجمع عمومی سازمان ملل گرفته شده است. این تصویر ظاهراً نتانیاهو را در هتل خود در نیویورک به همراه وزیر دفاع و هیئت همراه خود نشان می‌دهد.
پس از حمله از تلفات آن اطلاعاتی در دست نبود. دریاسالار دنیل هاگاری، سخنگوی ارتش اسرائیل، گفت که هدف مقر اصلی حزب‌الله بود که در زیر ساختمان‌های مسکونی قرار داشت. شبکه المنار حزب‌الله، گزارش داد که در نتیجه این انفجار چهار ساختمان به ویرانه تبدیل شدند و انفجار آنقدر قوی بود که لرزش آن تا ۳۰ کیلومتری شمال بیروت احساس شد. پس از آن آمبولانس‌هایی که همراه با آژیر به سمت صحنه حرکت می‌کردند، دیده می‌شد. به گزارش خبرگزاری ملی دولتی، این حملات کمربند آتشینی بود که از حومه برج البراجنه امتداد یافته و به حاره حریک می‌رسید. فیلمی که مدت کوتاهی پس از انفجار گرفته شد، یک دهانه آتش بزرگ را نشان می‌داد.

## پیامد

### تأیید مرگ نصرالله
در ۲۸ سپتامبر ۲۰۲۴، مرگ نصرالله توسط ارتش دفاعی اسرائیل اعلام شد، که پس از آن در بیانیه‌ای توسط حزب‌الله تأیید گردید. این تأیید یک روز پس از گزارش حمله صورت گرفت. وضعیت نصرالله در ابتدا نامشخص باقی مانده بود.

### تلفات دیگر
منطقه‌ای که توسط اسرائیل مورد حمله قرار گرفت، به عنوان منطقه‌ای بسیار پرجمعیت شناخته می‌شود. منطقه آسیب‌دیده شامل ساختمان‌های مسکونی غیرنظامی بود که بر روی تأسیسات زیرزمینی حزب‌الله ساخته شده بودند؛ چندین ساختمان کاملاً به آوار تبدیل شدند و تخریب گسترده‌ای پس از حمله قابل مشاهده بود. برآوردهای اولیه مقامات دفاعی اسرائیل حاکی از آن است که حدود ۳۰۰ نفر کشته شدند که احتمالاً شامل دختر نصرالله نیز می‌شود. گزارش‌های وزارت بهداشت لبنان حاکی از حداقل ۳۳ کشته و ۱۹۵ مجروح تا ۲۸ سپتامبر است، اگرچه هنوز بیشتر آوارها جستجو نشده‌اند و تعداد تلفات تقریباً قطعاً افزایش خواهد یافت زیرا ده‌ها نفر مفقود هستند.
حزب‌الله همچنین مرگ علی کرکی، فرمانده جبهه جنوبی حزب‌الله را همراه با دیگر فرماندهان ارشد تأیید کرد. عباس نیلفروشان، معاون فرمانده سپاه پاسداران انقلاب اسلامی و فرمانده نیروی قدس در لبنان نیز کشته شد.

### جانشینی
بر اساس گزارش‌های مختلف، سید هاشم صفی‌الدین، نفر دوم حزب‌الله، به عنوان جانشین نصرالله در مقام دبیرکل حزب‌الله، در نظر گرفته می‌شد که او نیز چند روز بعد توسط اسرائیل، ترور شد.
الجزیره، نعیم قاسم را به عنوان جانشین احتمالی دیگر معرفی کرد که در نهایت به عنوان دبیرکل انتخاب شد.

## واکنش‌ها

### محلی
- حزب‌الله لبنان در پیامی اعلام کرد که به مبارزه خود با اسرائیل ادامه خواهد داد. پس از اعلام خبر درگذشت نصرالله، شبکه المنار وابسته به حزب‌الله، شروع به پخش آیات قرآن کرد.[۶۲]
- لبنان: نجیب میقاتی، نخست‌وزیر لبنان، این حمله را محکوم کرده و از شهروندان لبنانی خواسته که «در برابر تجاوز، متحد بایستند».[۶۳] دولت لبنان ۳ روز عزای عمومی اعلام کرد.[۶۴] سعد حریری، نخست‌وزیر سابق لبنان در ایکس نوشت: «این اقدام بزدلانه، لبنان و منطقه را وارد مرحله جدیدی از خشونت و درگیری کرده است. خداوند سید حسن نصرالله را رحمت کند و به خانواده و همراهان ایشان صمیمانه تسلیت می‌گویم. ما با نصرالله و حزبش اختلاف داشتیم و زیاد همدیگر را ملاقات نکردیم. در این مرحله بسیار دشوار، وحدت و همبستگی ما بالاتر از همه احزاب، فرقه‌ها و منافع است. کاهش درد و رنج مردم ما یک اولویت ملی است، نه حزبی، فرقه‌ای یا گروهی. حفظ لبنان به عنوان وطن، تنها با اتحاد همه ما محقق می‌شود. آنچه اکنون از همه خواسته می‌شود این است که برای رساندن کشورمان به ساحل امن، اختلافات و خودخواهی‌ها کنار گذاشته شود.»[۶۵][۶۶] میشل عون، رئیس‌جمهور سابق لبنان تأکید کرد که با شهادت سید حسن نصرالله، لبنان یک رهبر برجسته و صادق را از دست داد.[۶۷] نبیه بری، رئیس مجلس نمایندگان لبنان، درگذشت سید حسن نصرالله، دبیرکل حزب‌الله لبنان را تسلیت گفت.[۶۸] ساعاتی پس از اعلام خبر ترور، مردم ضاحیه لبنان در محل ترور سید حسن نصرالله عزاداری کردند و شعار «لبیک یا نصرالله» سر دادند.[۶۹] همچنین مردم و جوانان لبنانی در بیروت و در خیابان‌های این کشور عزاداری و راهپیمایی کردند.[۷۰] در بیروت، تانک‌های ارتش لبنان در نزدیکی پل برج الغزال مستقر شدند تا از درگیری بین محله‌های شیعه و مسیحی جلوگیری کنند. در بخش شرقی شهر، جایی که رقبای سیاسی حزب‌الله نفوذ دارند، برخی از ساکنان به درگذشت نصرالله با آمیزه‌ای از تعجب و شادی واکنش نشان داده‌اند. جنبش امل گفت که مرگ نصرالله مقاومت را تضعیف نخواهد کرد. این جنبش، نصرالله را «شهید» خواند و متعهد شد که «شانه به شانه، قلب به قلب و بازو به بازو» در برابر اسرائیل خواهد جنگید.[۶۸] سلیمان فرنجیه، رئیس جریان المرده لبنان: رمز مقاومت از میان ما رفت و به یک اسطوره تبدیل شد. مقاومت ادامه خواهد داشت. طلال ارسلان، رئیس حزب دموکراتیک لبنان: رمز مقاومت در عصر حاضر در شرایطی از میان ما رفت که وی را می‌توان مدرسه عزت و کرامت دانست.[۷۱]

### بین‌المللی

#### خاورمیانه
- ایران: واکنش مردم ایران به درگذشت حسن نصرالله متفاوت بود؛ گروهی از ایرانیان در شهرهای ایران تجمع کرده و به راهپیمایی و عزاداری پرداختند.[۷۲][۷۳] در تهران، جمعی از مردم با حضور در میدان فلسطین ترور نصرالله را محکوم کردند و خواستار انتقام شدند.[۷۴][۷۵] این ترور از سوی دیگر باعث ابراز شادی گروهی دیگر از ایرانیان شد.[۷۶] خامنه‌ای با صدور بیانیه‌ای از مسلمانان خواست «با هر وسیله‌ای که در اختیار دارند در کنار مردم لبنان و حزب‌الله سرافراز بایستند و آن‌ها را در مقابله با دشمن شرور یاری کنند». او همچنین تأکید کرد: «سرنوشت این منطقه را نیروهای مقاومت و با در صف مقدم حزب‌الله تعیین خواهند کرد». پس از اعلام رسمی حزب‌الله لبنان، رهبر جمهوری اسلامی ایران با عرض پیام تسلیت، ۵ روز عزای عمومی اعلام کرد. سید علی خامنه ای در این پیام گفت: «اساسی که او در لبنان پایه‌گذاری کرد و به دیگر مراکز مقاومت، جهت بخشید، با فقدان او نه تنها از میان نخواهد رفت، که به برکت خون او و دیگر شهیدان این حادثه استحکام بیشتر خواهد یافت. ضربات جبههٔ مقاومت بر پیکر فرسوده و رو به زوال رژیم صهیونی، بحول و قوهٔ الهی کوبنده‌تر خواهد شد. ذات پلید رژیم صهیونی در این حادثه، به پیروزی دست نیافته است.»[۷۷][۷۸] مسعود پزشکیان، رئیس‌جمهور ایران: «جامعه جهانی فراموش نخواهد کرد که فرمان این حمله تروریستی از نیویورک صادر شد و آمریکایی‌ها نمی‌توانند خود را از هم‌دستی با صهیونیست‌ها تبرئه کنند».[۷۹] تعداد زیادی از جمله مقامات کشوری و لشکری، تشکل‌ها، گروه‌ها و شخصیت‌های سیاسی، احزاب، فعالان سیاسی و اجتماعی، ضمن محکوم کردن این حمله و ترور سید حسن نصرالله و دیگر «فرماندهان مقاومت» تسلیت گفتند.[۸۰][۸۱][۸۲][۸۳] مراجع تقلید و علمای دینی از جمله مکارم شیرازی، نوری همدانی، سید محمد سعیدی، جوادی آملی، مظاهری، سبحانی، موحدی کرمانی، شبیری زنجانی و اعرافی ضمن محکومیت و عرض تسلیت، ترور سید حسن نصرالله را «جنایت» خواندند.[۸۴][۸۵][۸۶]
- اسرائیل: هرتزل لوی رئیس ستاد کل اسرائیل، با بیان اینکه «این پایان کار ما نیست» گفت: «کسانی که شهروندان اسرائیل را تهدید می‌کنند - ما می‌دانیم که چگونه به آنها دسترسی پیدا کنیم - چه در شمال، چه در جنوب. و چه حتی در جاهای دورتر».[۸۷] نخست‌وزیر، بنیامین نتانیاهو، یک روز پس از حمله زودتر از موعد از سفر ایالات متحده بازگشت، که بنا بر گزارش‌ها در هنگام اقامت در نیویورک، جایی که در سازمان ملل متحد سخنرانی کرد، پذیرفت که یک روز زودتر برگردد.
- فلسطین: محمود عباس، رئیس تشکیلات خودگردان فلسطین پس از این حمله تسلیت گفت. سازمان آزادی‌بخش فلسطین نیز با صدور بیانیه‌ای درگذشت سید حسن نصرالله و قربانیان غیرنظامی کشته شده در حمله اسرائیل را تسلیت گفت.[۸۸] مردم فلسطین در خیابان‌های رام‌الله، ترور سید حسن نصرالله را محکوم و تظاهرات کردند.[۸۹] مردم غزه نسبت به درگذشت نصرالله ابراز ناراحتی کردند. یکی از آنان گفت: «زمانی که دیگران ما را ترک کردند، نصرالله با ما بود. هر کس که در کنار ما ایستاد، صرف نظر از ملیت و مذهبش، ما با از دست دادن یا مرگش سوگواری خواهیم کرد». شخص دیگری در غزه گفت: «وقتی خبر شهادت را شنیدم دلم شکست. همه اطرافیانم، همسایه‌هایم همه امیدوار بودیم که این درست نباشد».[۹۰]
- عراق: نخست‌وزیر عراق، محمد شیاع السودانی و مقتدی صدر، رهبر جریان صدر، ۳ روز عزای عمومی در عراق اعلام کردند.[۹۱] ثابت العباسی وزیر دفاع عراق گفت: شهادت «سید حسن نصرالله» دبیرکل حزب‌الله لبنان را به جهان اسلام، ملت لبنان و آزادگان جهان تسلیت می‌گوییم.[۹۲] سید علی سیستانی، مرجع تقلید شیعیان ضمن عرض تسلیت، سید حسن نصرالله را «نمونه یک رهبر کم‌نظیر در دهه‌های اخیر» خواند.[۹۳] عراقی‌ها در سماوه و بصره راهپیمایی کردند.[۹۴] عراقیان در بغداد، پایتخت این کشور مقابل سفارت آمریکا تجمع اعتراضی کردند. حمله کنندگان پرچم‌های حشد شعبی و دیگر گروه‌های مقاومت را در دست داشتند و با سردادن شعارهای «مرگ بر آمریکا» و «مرگ بر اسرائیل» به سفارت آمریکا حمله کردند.[۹۵] مجلس اعلای اسلامی عراق دربیانیه‌ای اعلام کرد: سید حسن نصرالله، سید مقاومت، فرمانده مجاهد، مؤمن، شجاع، دانا و صادق در پیشگاه پروردگارش در راه بیت‌المقدس، به شهادت رسید.[۹۲]
- سوریه: دولت سوریه، ۳ روز عزای عمومی اعلام کرد و پرچم‌ها به حالت نیمه برافراشته درآمد.[۹۶] وزارت امور خارجه سوریه، اقدام اسرائیل در ترور سید حسن نصرالله را محکوم کرد و در بخشی از بیانیه خود گفت: «با وجود احساسات اندوه و حزنی که خبر ترور در میان ما و میان آزادگان در هر مکانی ایجاد کرد، اما مسیر قهرمانانه سید حسن نصرالله چراغ راه نسل‌های آتی به منظور ادامه مبارزه‌شان جهت آزادسازی تمامی اراضی عربی اشغالی و تضمین مجازات اسرائیل به خاطر اقدامات شرم آورش باقی خواهد ماند».[۹۷] در شهر ادلب، مردم با پخش شیرینی، نصرالله را به عنوان قصابی که مسئول رنج و مرگ مردم سوریه در جریان جنگ داخلی سوریه است، جشن گرفتند.[۹۸] رسانه‌های دیداری و شنیداری سوریه در پی اعلام خبر ترور سید حسن نصرالله برنامه‌های عادی خود را قطع کردند و در ویژه برنامه‌هایی به بررسی فرازهایی از زندگی سید حسن نصرالله به ویژه مقاومت وی در برابر اسرائیل پرداختند.[۹۹] بشار اسد، رئیس‌جمهور سوریه با تبریک و تسلیت درگذشت سید حسن نصرالله، دبیرکل حزب‌الله در حمله اسرائیل تأکید کرد که مقاومت با شهادت رهبرش قوی‌تر از قبل خواهد شد.[۱۰۰]
- یمن: مهدی مشاط، رئیس شورای عالی سیاسی یمن اعلام کرد: «۳ روز عزای عمومی در این کشور برقرار خواهد شد و پرچم‌ها نیز در این ۳ روز به حالت نیمه‌افراشته در می‌آیند».[۱۰۱]
- عربستان سعودی: فیصل بن فرحان، وزیر امور خارجه عربستان در سخنرانی خود در مجمع عمومی سازمان ملل متحد تأکید کرد که ریاض بر ضرورت برقراری ثبات در لبنان تأکید دارد و از تمامی طرف‌ها می‌خواهد تا خویشتن‌داری کرده و از درگیری در منطقه جلوگیری کنند. طبق گزارش شبکه العربیه، فیصل بن فرحان گفت که تلاش‌های بین‌المللی در اجرای قانون بین‌المللی تضعیف شده است. وزیر امور خارجه عربستان سعودی همچنین افزود: «ریاض جنایات اسرائیل علیه فلسطینی‌ها را محکوم می‌کند و فاجعه انسانی در غزه هر روز بدتر می‌شود». او همچنین در سخنرانی خود اضافه کرد: از همه دعوت می‌کنیم که به ائتلاف بین‌المللی برای اجرایی کردن راهکار «دو دولتی» بپیوندند؛ چراکه باید اقدامات عملی برای ایجاد یک کشور فلسطینی مستقل انجام شود. بن فرحان همچنین گفت: «نبود هیچ مجازاتی اسرائیل را تشویق به نقض و تخلف از قوانین می‌کند و سستی جامعه بین‌المللی در زمنیه مقابله با تنش‌ها باعث تشدید آن می‌شود».[۱۰۲]
- بحرین: مردم بحرین ترور سید حسن نصرالله را محکوم و به تظاهرات علیه اسرائیل پرداختند. دولت بحرین، این تظاهرات را سرکوب کرد.[۱۰۳] علمای بحرین نیز این حادثه را تسلیت گفتند.[۱۰۴] شبکه تلویزیونی بحرینی هم‌سو با جمهوری اسلامی ایران ویدیوهایی را پخش کرد که نشان می‌داد، راهپیمایی‌هایی با ابعاد نه چندان بزرگ در سوگ نصرالله برگزار شده‌اند. این شبکه گفت که رژیم بحرین به تظاهرکنندگان «حمله» کرده و تعدادی از آن‌ها را بازداشت کرده است. وب سایت اپوزیسیون بحرینی، بحرین میرر گزارش داد که این پادشاهی، یک روحانی شیعه را به دلیل ابراز همدردی با نصرالله بازداشت کرده است.[۱۰۵]
- اردن: ایمن صفدی، وزیر امور خارجه اردن گفته است که اسرائیل را «مسئول کامل عواقب فاجعه بار تجاوزات وحشیانه خود به لبنان می‌داند که بدون هیچ گونه بازدارندگی قانونی یا انسانی انجام می‌دهد».[۷۱] مردم اردن در شهر امان، پایتخت این کشور، ترور سید حسن نصرالله را محکوم کرده و در مقابل سفارت اسرائیل در اردن تجمع و علیه اسرائیل شعار دادند.[۱۰۶]
- ترکیه: رجب طیب اردوغان، رئیس‌جمهور ترکیه، در پیامی در صفحه اکس خود با محکوم کردن حملات اسرائیل به لبنان و درگذشت سید حسن نصرالله، از جهان اسلام خواست تا موضع قاطعی در برابر این حملات اتخاذ کند.[۱۰۷][۱۰۸] نعمان کورتولموش، رئیس مجلس ملی کبیر ترکیه نیز در پیامی حمله به جنوب لبنان و ترور سید حسن نصرالله، دبیرکل حزب‌الله لبنان توسط اسرائیل را محکوم کرد.[۱۰۹] جمعی از شیعیان استانبول ترکیه در اعتراض به ترور نصرالله مقابل کنسولگری اسرائیل تجمع کردند.[۱۱۰][۱۱۱]
- مصر: بر اساس بیانیه ریاست‌جمهوری مصر، عبدالفتاح سیسی، رئیس‌جمهور مصر، با نجیب میقاتی، نخست‌وزیر لبنان، تلفنی گفت‌وگو کرد و بدون ذکر نام نصرالله، گفت که قاهره هرگونه نقض حاکمیت لبنان را رد می‌کند. سیسی در اولین سخنرانی تلویزیونی پس از ترور نصرالله در روز یکشنبه گفت که منطقه شرایط سختی را پشت سر می‌گذارد و گفت که مصر مسائل خود را به گونه‌ای مدیریت می‌کند که خود و منطقه را تا حد ممکن محافظت کند، بدون اینکه به مسائلی کشیده شود که می‌تواند بر ثبات و امنیت آن تأثیر بگذارد. او هم در این سخنرانی هیچ اشاره‌ای به ترور نصرالله نکرد.[۱۰۵] وزیر امور خارجه پیشین مصر، نبیل فهمی در مصاحبه با خبرنگار سی‌ان‌ان، کریستیان امان‌پور در خصوص حملات اخیر اسرائیل در لبنان و غزه گفت: «متأسفانه، چندین دهه است که تنها ابزار واقعی اسرائیل در تلاش برای مواجهه با جنگ‌ها در منطقه، استفاده از زور بوده است».[۱۱۲]
- عمان: شیخ احمد بن حمد الخلیلی، مفتی اعظم عمان، در پستی در اکس گفت که کشورش از درگذشت دبیرکل حزب‌الله پس از اینکه برای بیش از سه دهه خاری در گلوی پروژه صهیونیسم بود، ناراحت است.[۱۰۵]

#### سایر کشورها
- سازمان ملل متحد: آنتونیو گوترش، دبیرکل سازمان ملل متحد گفت که از تشدید تنش‌ها که در روز گذشته در لبنان مشاهده شد در حالی که اسرائیل حزب‌الله را در بیروت هدف قرار می‌دهد، «به شدت نگران» است. او در بیانیه‌ای گفت: «این چرخه خشونت باید اکنون متوقف شود و همه طرف‌ها باید از لبه پرتگاه عقب‌نشینی کنند». در این بیانیه آمده است که مردم لبنان، مردم اسرائیل و همچنین مناطق وسیعتر، نمی‌توانند یک جنگ همه‌جانبه را تحمل کنند. گوترش بار دیگر خواستار آتش‌بس فوری در غزه و آزادی تمامی اسرای غزه شد.[۱۱۳]
- ایالات متحده آمریکا: لوید آستین، وزیر دفاع آمریکا به یوآف گالانت، وزیر دفاع اسرائیل گفت که مصمم است از گسترش مناقشه ایران جلوگیری کند و اظهار داشت: «من حمایت کامل خود را از حق اسرائیل برای دفاع از خود و مردمش در برابر گروه‌های تروریستی مورد حمایت ایران ابراز می‌دارم». استیو اسکالیس، رهبر اکثریت مجلس نمایندگان و مایک جانسون، رئیس مجلس نمایندگان و الیز استفنیک، رئیس مجمع جمهوری خواهان مجلس نمایندگان، بیانیه مشترکی صادر کردند که در آن اعلام شد: «حکومت حسن نصرالله با خونریزی، ظلم و ترور به پایان رسیده است» و «جهان بدون او بهتر است».[۱۱۴] جو بایدن، رئیس‌جمهور ایالات متحده آمریکا، ضمن حمایت از اقدام اسرائیل در ترور سید حسن نصرالله اعلام کرد: «مرگ نصرالله توسط حمله هوایی اسرائیل، اجرای عدالت برای هزاران آمریکایی، لبنانی و اسرائیلی غیرنظامی در سال‌های اخیر بود. ایالات متحده به طور کامل از حق اسرائیل برای دفاع از خود در برابر حزب‌الله، حماس، حوثی‌ها و سایر گروه‌های تروریستی مورد حمایت ایران حمایت می‌کند». همچنین او گفت که به وزیر دفاع دستور داده است تا نیروهای نظامی آمریکا در خاورمیانه را تقویت کند تا از تهاجم جلوگیری کند و خطر یک جنگ منطقه‌ای گسترده‌تر را کاهش دهد، در حالی که هدفش کاهش تنش در غزه و لبنان از طریق دیپلماسی است.[۱۱۵] جان کربی، هماهنگ‌کننده ارتباطات راهبردی شورای امنیت ملی ایالات متحده آمریکا که در برنامه‌ای در شبکه ای‌بی‌سی نیوز حضور یافته بود، با بیان اینکه ایالات متحده برای پاسخ ایران به ترور سید حسن نصرالله توسط اسرائیل «آماده» است، مدعی شد: «اظهارات ایران بدون شک نشان می‌دهد که آن‌ها تلاش می‌کنند که اقدامی انجام دهند».[۱۱۶] رشیده طلیب عضو دموکرات مجلس نمایندگان آمریکا، روز شنبه با انتشار تصاویری از حمله روز جمعه اسرائیل به بیروت نوشت: «کشورمان در کمک مالی به حمام خونی که به راه افتاده است، نقش دارد».[۱۱۷]
- روسیه: وزارت امور خارجه روسیه اعلام کرد: «ما قتل سیاسی دیگری را که توسط اسرائیل مرتکب شده است به شدت محکوم می‌کنیم. این اقدام قهرآمیز مملو از عواقب شدیدتر برای لبنان و کل خاورمیانه است».[۱۱۸]
- کوبا: رئیس‌جمهور کوبا، میگل دایاز-کانل، این ترور را محکوم کرد و نوشت: «ما ترور ناجوانمردانهٔ حسن نصرالله، دبیرکل حزب‌الله را در نتیجهٔ حملهٔ اسرائیل به ساختمان‌های مسکونی در حومهٔ جنوبی بیروت که باعث تخریب و مرگ غیرنظامیان بی‌گناه شد، محکوم می‌کنیم».[۱۱۹]
- ونزوئلا: نیکلاس مادورو، رئیس‌جمهور ونزوئلا، ضمن «ابراز همبستگی» با خانواده نصرالله و مردم لبنان، این حمله را محکوم کرد و عاملان آن را «بزدلان» توصیف نمود. او گفت: «دستور این حمله از مقر سازمان ملل در نیویورک صادر شده است». مادورو ترور حسن نصرالله را «جنایت» خواند.[۱۲۰] او بنیامین نتانیاهو را «قاتل» و یادآور «هیتلر» خواند.[۱۲۱]
- استرالیا: هزاران نفر از مردم استرالیا در شهرهای مختلف این کشور در حمایت از نصرالله و در محکومیت ترور وی تظاهرات کردند و خواستار آتش‌بس در لبنان و غزه شدند.[۱۲۲]
- پاکستان: پاکستان ضمن ابراز همبستگی با مردم لبنان، ترور سید حسن نصرالله، دبیرکل حزب‌الله را به شدت محکوم و تأکید کرد که حملات لجام گسیخته اسرائیل حاکی از ماجراجویی‌های فزاینده آن در منطقه و تهدید جدی صلح و امنیت است. در بیانیه سخنگوی وزارت امور خارجه پاکستان آمده است: «ما از شورای امنیت سازمان ملل متحد می‌خواهیم که اسرائیل را از ماجراجویی خود در منطقه و نقض قوانین بین‌المللی بازداشته و صلح را در خاورمیانه بازگرداند».[۱۲۳] رهبر شیعیان پاکستان در بیانیه‌ای سید حسن نصرالله را «شهید» خواند و ۳ روز عزای عمومی برای شیعیان در این کشور اعلام کرد. در این بیانیه آمده است: «سازمان جعفریه پاکستان شهادت سید حسن نصرالله را ضایعه‌ای بزرگ برای تمامی جهان اسلام می‌داند و از تمامی شیعیان در پاکستان تقاضا دارد، علیه صهیونیسم و استعمار جهانی و در حمایت از مسلمانان فلسطینی و لبنانی برنامه‌های گسترده در سطح کشوری برگزار کنند».[۱۲۴] ناصر عباس، رئیس حزب مجلس وحدت مسلمین پاکستان و عضو مجلس سنای این کشور در بیانیه‌ای اعلام کرد: «با اندوهی عمیق و حزنی فراوان، صمیمانه‌ترین تسلیت‌های خود را به امام زمان (عج)، رهبر معظم انقلاب حضرت آیت‌الله العظمی سید علی خامنه‌ای، مراجع عظام، علما، مجاهدین، امت مسلمان در سراسر جهان، مردم لبنان، صفوف حزب‌الله، و پیروان وفادار سید حسن نصرالله به مناسبت شهادت ایشان عرض می‌کنم».[۶۸] مولانا فضل الرحمان رئیس حزب جمعیت علمای اسلام پاکستان، ترور سید حسن نصرالله را مصداق بارز تروریسم بزدلانه اسرائیل خوانده و آن را به شدت محکوم کرد.[۶۸] حافظ نعیم الرحمان، رئیس حزب جماعت اسلامی پاکستان در پیامی به مناسبت ترور سید حسن نصرالله اعلام کرد: «حسن نصرالله، رهبر حزب‌الله لبنان تمام عمر خود را در مقابل رژیم غیرقانونی اسرائیل مقاومت کرد و جان خود را برای یک هدف بزرگ فدا نمود؛ خداوند شهادت او را قبول فرماید».[۶۸]
- چین: در بیانیه صادره از سوی وزارت امور خارجه چین در ارتباط با ترور سید حسن نصرالله آمده است: «پکن با هرگونه اقدامی که به تشدید تنش‌های منطقه‌ای دامن می‌زند، مخالف است و تنش میان لبنان و اسرائیل را «سرریز» درگیری‌ها غزه می‌داند».[۱۲۵]
- فرانسه: وزارت امور خارجه فرانسه با انتشار بیانیه‌ای اعلام کرد: «پاریس با هرگونه عملیات زمینی اسرائیل در لبنان مخالف است». در بیانیه صادره از سوی پاریس در این خصوص آمده است: «ما خواستار توقف فوری حملات اسرائیل در لبنان هستیم و هرگونه اقدام کور علیه غیرنظامیان را محکوم می‌کنیم». ژان نوئل باروت، وزیر امور خارجه فرانسه در گفتگو با نخست‌وزیر لبنان همچنین از حزب‌الله و ایران خواست از هرگونه اقدامی که می‌تواند به بی‌ثباتی بیشتر در منطقه منجر شود، پرهیز کنند.[۱۲۶][۱۲۷] ژان لوک ملانشن، بنیان‌گذار حزب چپ تندرو فرانسه تسلیم‌ناپذیر در پیامی در اکس نوشت: «قتل حسن نصرالله گام دیگری در راه تهاجم به لبنان و جنگ عمومی است. فرانسه دیگر در لبنان به حساب نمی‌آید. جنایات نتانیاهو همچنان بدون مجازات باقی مانده است. خطر برای منطقه و جهان بسیار شدید است».[۶۸]
- آلمان: آنالنا بربوک، وزیر امور خارجه آلمان در مصاحبه با بلومبرگ مدعی شد: «هر کشوری دیگر در شرایط کنونی همین رفتار را از خود نشان می‌داد». وی همچنین ادعا کرد: از آن جایی که همچنان تهدیدها علیه اسرائیل وجود دارد، این کشور می‌تواند از خود دفاع کند ولی در عین حال او به اسرائیل هشدار داد: «حملات اسرائیل به لبنان می‌تواند باعث بی‌ثباتی این کشور شود و این می‌تواند خطرات امنیتی بزرگ‌تری برای تل‌آویو ایجاد کند».[۱۲۸]
- آفریقای جنوبی: دولت آفریقای جنوبی در بیانیه‌ای با اشاره به اقدامات اسرائیل در غرب آسیا، ترور دبیرکل حزب‌الله لبنان را محکوم کرد و در بیانیه‌ای گفت: «این در پی یک سری حملات گسترده و کورکورانه به ارتباطات و سایر وسایل مورد استفاده غیرنظامیان، به ویژه در لبنان، صورت می‌گیرد. این حملات منجر به تلفات متعدد از جمله افراد گروه‌های آسیب‌پذیر شده و صدها نفر را در وضعیت وخیم و هزاران زخمی بر جای گذاشته است».[۱۲۹]
- اتحادیه اروپا: جوزپ بورل، مسئول سیاست خارجی اتحادیه اروپا گفت: «آنچه انجام می‌دهیم، اعمال تمام فشارهای دیپلماتیک برای برقراری آتش‌بس است». بورل گفت که خواستار تنوع‌سازی تلاش‌های دیپلماتیک به دور از آمریکا هستیم که تلاش کرده است، مانع دستیابی به آتش‌بس در غزه شود. او همچنین گفت: «تاسف می‌خوریم که هیچ قدرتی که قادر به مهار نتانیاهو باشد، وجود ندارد».[۱۳۰][۱۳۱]
- هند: در پی ترور دبیرکل حزب‌الله لبنان، مردم کارگل هند در عصر روز یکشنبه ۸ مهر ۱۴۰۳ مصادف با ۲۹ سپتامبر، تظاهراتی گسترده علیه آمریکا و اسرائیل برگزار کردند.[۱۳۲] مسلمانان در شهر لکنو، هند نیز با برگزاری راهپیمایی و آتش زدن عکس بنیامین نتانیاهو این ترور را محکوم کردند.[۱۳۳] نارندرا مودی، نخست‌وزیر هند در توییتی در اکس خطاب به نتانیاهو نوشت که تروریسم در جهان ما جایی ندارد.[۱۳۴]
- افغانستان: رحمت‌الله فیضان، معاون نمایندگی وزارت امور خارجه طالبان در هرات، در حساب اکس خود نوشت: «ما به اختلاف‌های فقهی و اجتهادی نمی‌اندیشیم، برای ما منافع مسلمان اهمیت دارد. هر جا مسلمان است، برادر ما است». این مقام حکومت طالبان تأکید کرد: «جنایات اسرائیل در لبنان بخشودنی نیست. جامعه جهانی باید برای جلوگیری از جنایات رژیم صهیونیستی در لبنان و فلسطین به سرعت اقدامات مسئولانه‌ای انجام دهد».[۱۳۵]
- بریتانیا: دیوید لمی، وزیر امور خارجه بریتانیا بار دیگر بر «لزوم آتش‌بس فوری برای پایان دادن به خونریزی» تأکید کرد. وی طی پیامی در شبکه اجتماعی اکس نوشت: «راه حل دیپلماتیک تنها گزینه ممکن برای بازگرداندن امنیت و ثبات برای مردم لبنان و اسرائیل است».[۱۳۶][۱۳۷] پیتر ویلیام فورد که از سال ۱۹۹۹ تا ۲۰۰۳، سفیر بریتانیا در دمشق بود، گفت: «خاورمیانه بهترین دولتمرد خود را از دست داد. به لطف سید حسن نصرالله، لبنان پس از جنگ داخلی طولانی خود از ثبات برخوردار بود، داعش در سوریه شکست خورد و بین سال‌های ۲۰۰۶ تا ۲۰۲۳ صلح در امتداد مرز لبنان با اسرائیل حاکم شد».[۱۳۸]
- کانادا: وزیر امور خارجه کانادا در حساب کاربری خود در شبکه اجتماعی ایکس عنوان کرد: «در گفت‌وگو با نجیب میقاتی، نخست‌وزیر لبنان تأکید کردم که نباید جنگی در لبنان رخ دهد. وی ادامه داد که در این دیدار بر لزوم حمایت از غیرنظامیان تأکید کردم». به گفته ملانی جولی، ما نیازمند توقف فوری جنگ و برقراری آتش‌بس میان اسرائیل و حزب‌الله هستیم. جولی در عین حال با اشاره به اینکه «شرایط جاری در لبنان رو به وخامت است» افزود: «شهروندان این کشور باید همین الان از لبنان خارج شوند و ما برای این کار به آنها یاری می‌کنیم».[۱۳۹] جاستین ترودو، نخست‌وزیر کانادا با انتشار پستی در اکس به کشته شدن حسن نصرالله، دبیرکل حزب‌الله لبنان، واکنش نشان داده و گفت: «رهبر حزب‌الله، حسن نصرالله، کشته شد. او رهبر یک سازمان تروریستی بود که به غیرنظامیان بیگناه حمله کرد، آن‌ها را کشت و باعث رنج و عذاب عظیم در سراسر منطقه شد. باید فوراً اقدامات بیشتری برای محافظت از غیرنظامیان انجام شود. ما خواهان آرامش و خویشتن‌داری در این برهه حساس هستیم. کانادا در حال بررسی یک راه‌حل دیپلماتیک است که به مردم اجازه می‌دهد تا در امنیت به اسرائیل و لبنان بازگردند. ما خواهان صلح و ثبات در منطقه هستیم و درخواست خود را برای آتش‌بس فوری تکرار می‌کنیم. ما در کنار مردم لبنان و اسرائیل هستیم. آنها شایسته زندگی در صلح و امنیت هستند».[۱۴۰][۱۴۱]
- واتیکان: پاپ فرانسیس گفت: «حتی در جنگ از اخلاق باید حراست شود. جنگ غیراخلاقی است اما قوانین جنگی نشان‌دهنده درجه‌ای از اخلاق هستند اما اگر به آن‌ها احترام گذاشته نشود، به قول ما آرژانتینی‌ها، شما «خون بد» این اتفاقات را خواهید دید».[۱۴۲]
- یونان: یانیس واروفاکیس، وزیر دارایی سابق یونان در اکس نوشت: «توهم اسرائیل مبنی بر اینکه می‌تواند پاکسازی قومی فلسطینیان را در زیر پرده‌ای از دود و آتشی که بر منطقه فرود آورده بپوشاند، با همدستی اروپا و آمریکاست. این قتل‌عام (در بیروت) بر گردن ماست: آمریکایی‌ها، اروپایی‌ها، استرالیایی‌ها، کانادایی‌ها و…».[۱۴۳]

#### گروه‌های شبه نظامی
- جنبش حماس با صدور بیانیه ای تبریک و تسلیت گفت.[۱۴۴] حماس این حمله را به شدت محکوم کرد. در این بیانیه آمده است: «این یک اقدام تروریستی بزدلانه و جنایت فجیع است که بار دیگر خوی وحشی‌گری و خونخوار بودن این رژیم را ثابت کرد، رژیمی که همه ارزش‌ها، هنجارها و معاهدات بین‌المللی را زیر پا می‌گذارد و آشکارا امنیت و صلح جهانی را در سایه سکوت و ناتوانی بین‌المللی، تهدید می‌کند».[۱۴۵]
- جنبش جهاد اسلامی فلسطین به رهبر جمهوری اسلامی ایران سید علی خامنه‌ای، حزب‌الله لبنان و تمام حامیان مقاومت اسلامی در لبنان و ملت لبنان تسلیت گفت.[۱۴۶]
- عبدالملک حوثی، رهبر انصارالله یمن در سخنانی گفت: «صمیمانه به خانواده آن شهید، برادرانمان در حزب‌الله، مردم لبنان، رهبر انقلاب اسلامی ایران، مردم فلسطین و آزادگان امت تسلیت عرض می‌نمایم». او سید حسن نصرالله را «ستاره ای درخشان در آسمان رزمندگان، رهبری بزرگ و عظیم و تبلور ارزشهای اسلامی اخلاقی» خواند.[۱۴۷]
- گردان‌های الاشتر و گردان‌های وعدالله (که معروف به مقاومت اسلامی در بحرین هستند) طی بیانیه‌ای، درگذشت نصرالله را به حجت بن الحسن و سید علی خامنه‌ای، تسلیت گفتند. در این بیانیه آمده است: «هر صهیونیستی که در خاک بحرین اسلامی است، خونش مباح است چراکه آن‌ها محارب با خدا و پیامبرانش هستند». مقاومت اسلامی بحرین ضمن درخواست برای بسیج عمومی افزود: «ما باید تصاویر سید حسن نصرالله را در همه جا برافراشته و روستاها و شهرهایمان را با پرچم‌های زرد رنگ (پرچم‌های حزب‌الله) تزیین کنیم و عشق او را در دل‌های نسل‌هایمان تثبیت کنیم».[۱۴۸]
- ابوعبیده، سخنگوی گردان‌های القسام ضمن عرض تسلیت درگذشت سید حسن نصرالله، دبیرکل جنبش حزب‌الله و همراهانش، جانفشانی‌های وی در راه قدس را ستود.[۱۴۹]
- فالح الفیاض، رئیس حشد شعبی در سخنانی به مناسبت درگذشت دبیرکل حزب‌الله لبنان، افزود: شهید عزیز ما مایه افتخار، چراغ راه و پناه همه مبارزان قهرمان و آزاده بود. وی اضافه کرد: او هرگز میدان را خالی و از اصول عقب‌نشینی و بر سر موضوع فلسطین سازش نکرد.[۱۵۰]
- در پیام تسلیت کتائب حزب‌الله آمده است: «شهادت بنده صالح، فرمانده دلاور، سید مقاومت سید حسن نصرالله و جمعی از فرماندهان مجاهد در حمله صهیونیستی - آمریکایی به بیروت را به حضرت حجت بن الحسن (عج) و حضرت امام سید علی خامنه‌ای تسلیت می گوئیم».[۱۵۱]
- دبیرکل جبهه خلق برای آزادی فلسطین گفت: «شهید حسن نصرالله سرنیزهٔ مقاومت و فرمانده میدانی کل محورهای مقاومت و ستون خیمه‌ای بود که همه رهبران جبهه‌های محور مقاومت را گرد هم آورده بود».[۱۵۲]
- اکرم الکعبی، دبیرکل جنبش نجباء عراق در واکنش به ترور سید حسن نصرالله دبیرکل جنبش حزب‌الله لبنان گفت: «این ترور لکه ننگی بر پیشانی حاکمان ضعیفی خواهد بود که بازیچه جنایتکاران ستمکار هستند. حزب‌الله همچنان قادر به اداره نبرد نه فقط در لبنان بلکه در کل منطقه است و می‌تواند آن را گسترش دهد».[۶۸]
- جنبش فتح الانتفاضه دربیانیه خود اعلام کرد: «ما در جنبش فتح انتفاضه به مردم فلسطین و ملت‌های عربی و اسلامی، شهادت رهبر مجاهد سید حسن نصرالله را که در اثر یورش بزدلانه صهیونیست‌ها به شهادت رسید تسلیت می‌گوییم. این اقدام بار دیگر ناکامی دشمن درشکست مقاومت قدرتمند را نشان داد که پوزه دشمن را در عملیات طوفان الاقصی به خاک لبنان و غزه مالیده است».[۶۸]
- هادی عامری، دبیرکل سازمان بدر عراق در واکنش به ترور سید حسن نصرالله، دبیرکل جنبش حزب‌الله لبنان گفت: «از شهادت سید حسن نصرالله همه معانی صبر، اراده و پایداری را دریافت می‌کنیم. فاجعه فقدان این رهبر بزرگ، انگیزه نیروهای مقاومت برای صف بندی و تجدید میثاق و حرکت با یک روحیه جدید در عرصه مقاومت خواهد بود. دشمن وحشی و بزدل رژیم صهیونیستی که قاتل زنان و کودکان است، بهای گزافی پرداخت خواهد کرد و حامیان مستکبر و طاغوتی وی پشیمان خواهند شد».[۶۸]
- گردان‌های شهدای الاقصی اعلام کرد: «شهادت سید حسن نصرالله به عنوان شهید راه قدس را تسلیت عرض می‌کنیم».[۶۸]
- اتاق مشترک گروه‌های مقاومت فلسطین: «شهادت سید حسن نصرالله، گوهر گرانبهای مقاومت را تسلیت می‌گوییم و تأکید می‌کنیم این اتفاق، آتش انتقام را شعله‌ور خواهد کرد».[۷۱]

#### سایر نهادهای سیاسی
- حسین ابراهیم طه، دبیرکل سازمان همکاری اسلامی هم در این ملاقات ضمن اشاره به اقدامات اسرائیل در منطقه و محکومیت آن و همچنین خطیر بودن شرایط، گفت: «درخصوص برگزاری نشست اضطراری سران با کشورهای عضو مشورت‌های فوری را انجام داده و اقدام مقتضی را اتخاذ خواهد کرد».[۷۱]

#### اماکن مذهبی
- پس از تأیید خبر ترور سید حسن نصرالله پرچم گنبد حرم امام رضا در مشهد و حرم فاطمه معصومه در قم به رنگ مشکی به نشانه عزا تعویض شدند.[۱۵۳][۱۵۴]

#### هنرمندان
- عده ای از بازیگران سینما، کارگردانان، تهیه‌کنندگان، مجریان و گویندگان رادیو و تلویزیون ترور سید حسن نصرالله را با گذاشتن «پست‌هایی در اینستاگرام» تسلیت گفته و محکوم کردند. از جمله: مهدی فرجی (تهیه‌کننده)، مسعود ده نمکی (کارگردان)، سید علی صالحی (بازیگر)، جلیل سامان (کارگردان)، فرزاد حسنی (مجری و بازیگر)، مژده لواسانی (مجری تلویزیون)، ژیلا صادقی (مجری و گوینده رادیو و تلویزیون)، نجم الدین شریعتی (مجری تلویزیون)، ملیکا زارعی (مجری برنامه‌های کودک)، سید محمود رضوی (تهیه‌کننده) و بابک خواجه‌پاشا (کارگردان).[۱۵۵]
- گروه دیگری از هنرمندان با انتشار «دلنوشته و سوگ نوشته‌هایی» ضمن «ابراز همدردی»، ترور سید حسن نصرالله را محکوم کردند و تسلیت گفتند از جمله: ابراهیم حاتمی کیا (کارگردان)، داریوش ارجمند (بازیگر) هوشنگ توکلی (بازیگر)، جمال شورجه (کارگردان) و داود میرباقری (کارگردان).[۱۵۶][۱۵۷][۱۵۸][۱۵۹][۱۶۰]

#### شبکه‌های اجتماعی
- اینستاگرام پس از انتشار گسترده پست‌های سید حسن نصرالله، این محتوا را حذف کرد.[۱۶۱]

## تحلیل‌ها
- اکونومیست خاطرنشان کرد که «مرگ نصرالله شکل لبنان و منطقه را به گونه ای تغییر خواهد داد که یک سال پیش غیرقابل تصور بود.» به نوشته این روزنامه، «هر کسی که سکان هدایت حزب‌الله را به دست گیرد، با مخاطره‌آمیزترین لحظه در تاریخ چهار دهه حزب‌الله روبرو خواهد شد. این فقط این نیست که اسرائیل تقریباً کل رهبری نظامی حزب‌الله را از بین برده است بلکه تجربه دهه‌ها را در عرض دو ماه از بین برده است. همچنین این گروه تحقیر شده در مقابل مردم لبنان ایستاده است که قبلاً از حزب‌الله به دلیل تسلط سنگینش بر سیاست شکایت داشته‌اند.»[۱۶۲]
- روزنامه الخبر الجزایر در گزارشی با عنوان "آیا ترورهای قبلی صهیونیست‌ها به کابوس مقاومت پایان داد؟" نوشت: «اسرائیل در فوریه ۱۹۹۲، سید عباس الموسوی دبیرکل پیشین حزب‌الله لبنان را ترور کرد. این ترور ضربه دردناکی برای حزب‌الله و مقاومت لبنان محسوب می‌شد». این روزنامه با اشاره به اینکه اسرائیل تصور می‌کرد پس از ترور الموسوی، حزب‌الله دچار مشکلات جدی شود اضافه کرد: «سیدحسن نصرالله که در آن زمان چهره شناخته نشده‌ای بود پس از ترور الموسوی در راس حزب‌الله و مقاومت لبنان قرار گرفت و پس از مدتی توانست در سطح مدیریت حوادث در رویارویی با اسرائیل به خوبی عمل کند و به موفقیت‌های چشمگیری دست یافت. اسرائیل با ترور سید حسن نصرالله دبیرکل حزب‌الله، همان صحنه ترور الموسوی در سال ۱۹۹۲ را تکرار کرد و این بدان معناست که دبیرکل جدید حزب‌الله در روزهای آینده انتخاب و ظاهر خواهد شد. آنچه تکرار خواهد شد اینکه دبیرکل جدید حزب‌الله نسبت به سید حسن نصرالله در بازسازی توانایی‌های حزب‌الله و مدیریت شیوه مقابله و رویارویی با رژیم اسرائیل و شاید تغییر ابزارهای آن، صلابت خواهد داشت. آنچه مسلم است اینکه ادامه فعالیت حزب‌الله و مقاومت باعث ایجاد تشویش بیشتر در اعصاب سران اسرائیل خواهد شد».[۱۶۳][۱۶۴]
- روزنامه وال استریت ژورنال گزارش داد که حملات اسرائیل به حزب‌الله که با نفوذ اطلاعاتی قابل توجه مشخص شده و به درگذشت نصرالله منجر شد، نشان‌دهنده محاسبه اشتباه این گروه در مورد هم تاب‌آوری اسرائیل و هم قدرت ایران است. بر اساس تحلیل آن‌ها، «در نگاه به گذشته، این نتیجه دو اشتباه استراتژیک نصرالله بود: دست کم گرفتن شدید اسرائیل، دشمن او، و بیش از حد برآورد کردن توانایی‌های حامی خود، ایران، و شبکه گروه‌های شبه‌نظامی متحد آن در منطقه».[۱۶۵]